# Puig Cargol (Boadella i les Escaules)
El Puig Cargol és una muntanya de 261 metres que es troba entre els municipis de Boadella i les Escaules i de Darnius, a la comarca catalana de l'Alt Empordà.